# Aura-Seaways-Typ
Die RoPax-Fährschiffe des Aura-Seaways-Typs werden in zwei Einheiten von der dänischen Reederei DFDS betrieben.

## Geschichte
Das Grundkonzept der Schiffe wurde von der Auftrag gebenden Reederei in Zusammenarbeit mit dem dänischen Schiffsarchitekturbüro OSK-ShipTech erstellt. Der konkrete Schiffsentwurf wurde vom Schiffbauingenieur-Unternehmen Deltamarin in Turku erarbeitet. Der Bau der Schiffe mit einem Auftragsvolumen von rund 242 Millionen Euro wurde 2018 bei der Guangzhou-Werft in Nansha in Auftrag gegeben. Die erste Einheit wurde im Dezember 2021 abgeliefert, die zweite folgte im Februar 2022. Die beiden Schiffe werden auf Ostsee-Liniendiensten zwischen Kiel und Klaipėda sowie zwischen Karlshamn und Klaipėda eingesetzt. Die Neubauten sind die ersten von DFDS in Auftrag gegebenen Passagierschiffe seit der 1982 abgelieferten Scandinavia.

## Technik
Der etwa 230 Meter lange und gut 31 Meter breite Schiffstyp ist als RoPax-Frachtschiff mit langem vorne angeordneten Deckshaus und mehreren Rolldecks ausgelegt. Die Schiffe sind für den Transport von LKW, Trailern und PKW auf 4500 Spurmetern konzipiert und werden über zwei Heckrampen beladen und gelöscht. Die Einheiten verfügen über 250 Kabinen für bis zu 600 Fahrgäste.
Der Antrieb der Schiffe besteht aus vier Wärtsilä-Sechszylinder-Viertakt-Dieselmotoren des Typs W6L46 mit einer Leistung von zusammen 25.560 kW. Die Motoren wirken auf zwei Verstellpropeller und ermöglichen eine Geschwindigkeit von bis zu 20 beziehungsweise bis zu knapp 21 Knoten. Die An- und Ablegemanöver werden durch ein Bugstrahlruder unterstützt. Besonders auffällig ist das aerodynamisch gestaltete Vorschiff.
Der Aura-Seaways-Typ ist auf die Einhaltung des Energy Efficiency Design Index ausgelegt, der ihren Betrieb umweltfreundlicher gestalten soll.

## Die Schiffe
| Aura-Seaways-Typ | Aura-Seaways-Typ | Aura-Seaways-Typ | Aura-Seaways-Typ                                   | Aura-Seaways-Typ           |
| Bauname          | Baunummer        | IMO- Nummer      | Kiellegung Stapellauf Ablieferung                  | Umbenennungen und Verbleib |
| ---------------- | ---------------- | ---------------- | -------------------------------------------------- | -------------------------- |
| Aura Seaways     | 18121009         | 9851036          | 13. Januar 2020 30. November 2020 9. Dezember 2021 | in Fahrt                   |
| Luna Seaways     | 18121010         | 9851048          | 23. April 2020 Januar 2021 18. Februar 2022        | in Fahrt                   |
| Daten: Equasis   |                  |                  |                                                    |                            |